# Chrysosoma alliciens
Chrysosoma alliciens är en tvåvingeart som först beskrevs av Walker 1856.  Chrysosoma alliciens ingår i släktet Chrysosoma och familjen styltflugor. Inga underarter finns listade i Catalogue of Life.